# Gare du Blanc
La gare du Blanc est une ancienne gare ferroviaire française, des lignes de Saint-Benoît au Blanc et de Port-de-Piles à Argenton-sur-Creuse, ainsi que des lignes à voie métrique de Salbris au Blanc et du Blanc à Argenton-sur-Creuse via Saint-Benoît-du-Sault. Elle est située sur le territoire de la commune du Blanc, dans le département de l'Indre, en région Centre-Val de Loire.
Elle est mise en service en 1886, par la Compagnie du chemin de fer de Paris à Orléans (PO), et totalement fermée à la fin du XXe siècle, par la Société nationale des chemins de fer français (SNCF).

## Situation ferroviaire
Établie à 120 mètres d'altitude, l'ancienne gare de bifurcation du Blanc est située au point kilométrique (PK) 407,8 de la ligne de Saint-Benoît au Blanc (partiellement déclassée), après la gare de Saint-Aigny - Le Blanc, et au PK 347,7 de la ligne de Port-de-Piles à Argenton-sur-Creuse (partiellement déclassée). 
Elle était également une gare d'échange avec des lignes à voie métrique : terminus au PK 327,0 de la ligne de Salbris au Blanc (partiellement déclassée) et l'origine de la ligne du Blanc à Argenton-sur-Creuse via Saint-Benoît-du-Sault des Tramways de l'Indre.

## Histoire

### Mises en service

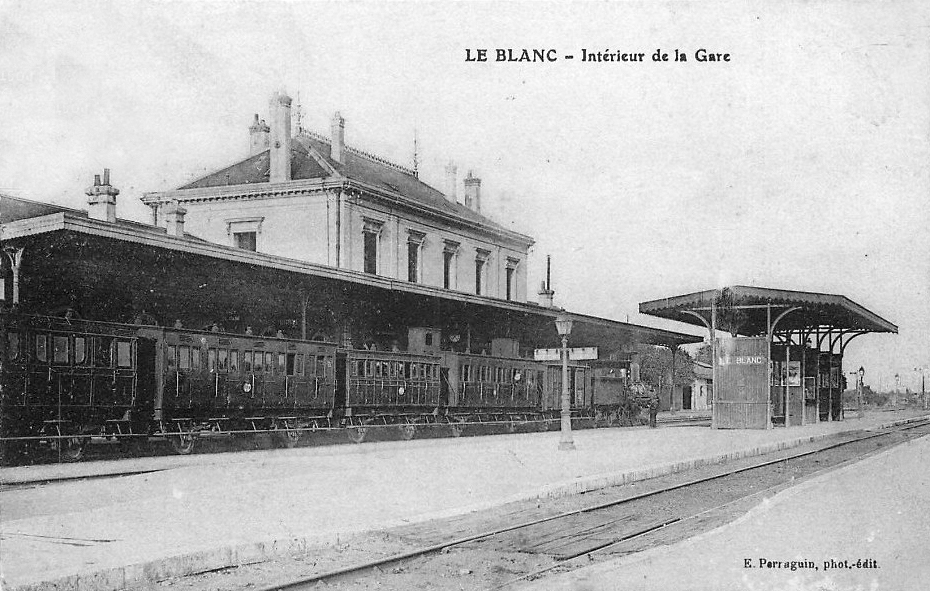
La gare vers 1900 côté voies.

La gare du Blanc est mise en service le 16 mai 1886 par la Compagnie du chemin de fer de Paris à Orléans (PO) lorsqu'elle ouvre à l'exploitation la section de la gare de Preuilly-sur-Claise au Blanc. Elle devient alors le terminus provisoire de la ligne venant de Port-de-Piles.
Le 7 novembre 1887, la Compagnie du PO ouvre la dernière section de Saint-Savin au Blanc, de sa ligne de Poitiers au Blanc.
En 1888, la recette de la gare est de 181 546 francs.
La section du Blanc à la gare d'Argenton-sur-Creuse est ouverte le 8 avril 1889 ce qui permet à la Compagnie du PO d'établir des circulations sur la totalité de sa ligne de Port-de-Piles à Argenton-sur-Creuse.
Le 17 novembre 1902 a eu lieu la mise en service du tronçon d'Écueillé au Blanc, longue de 73 km.

### Fermetures
La ligne des Tramways de l'Indre est la première à fermer en 1938. La section de Mignaloux-Nouaillé au Blanc (ligne de Saint-Benoît au Blanc) est officiellement fermée au voyageurs le 27 mai 1940. Sur la ligne de Port-de-Piles à Argenton-sur-Creuse, Le tronçon du Blanc à Argenton-sur-Creuse est fermé au service des voyageurs le 22 juin 1940, et le tronçon de Port-de-Piles au Blanc le 27 juin 1940.
Le tronçon de Buzançais au Blanc de la ligne de Salbris au Blanc est fermé le 1er septembre 1953 au trafics des voyageurs et des marchandises. Sur la ligne de Port-de-Piles à Argenton-sur-Creuse, le tronçon de Tournon-Saint-Martin au Blanc est fermé au service des marchandises en 1970.
Les dernières fermetures concernent le service des marchandises : le tronçon de Saint-Aigny - Le Blanc au Blanc ferme à la fin des années 1980 et le tronçon du Blanc à Argenton-sur-Creuse ferme le 20 mai 1994.

## Patrimoine ferroviaire

### Les bâtiments
Les principaux édifices, comme le bâtiment voyageurs et le dépôt de locomotives, sont toujours existants.
Le bâtiment voyageurs a bénéficié d'un financement de la commune et du conseil général de l'Indre, pour une reconversion en une salle de sport et une école de musique.
Le dépôt de locomotive a été réhabilité en espace de vente de produit locaux en 2016.

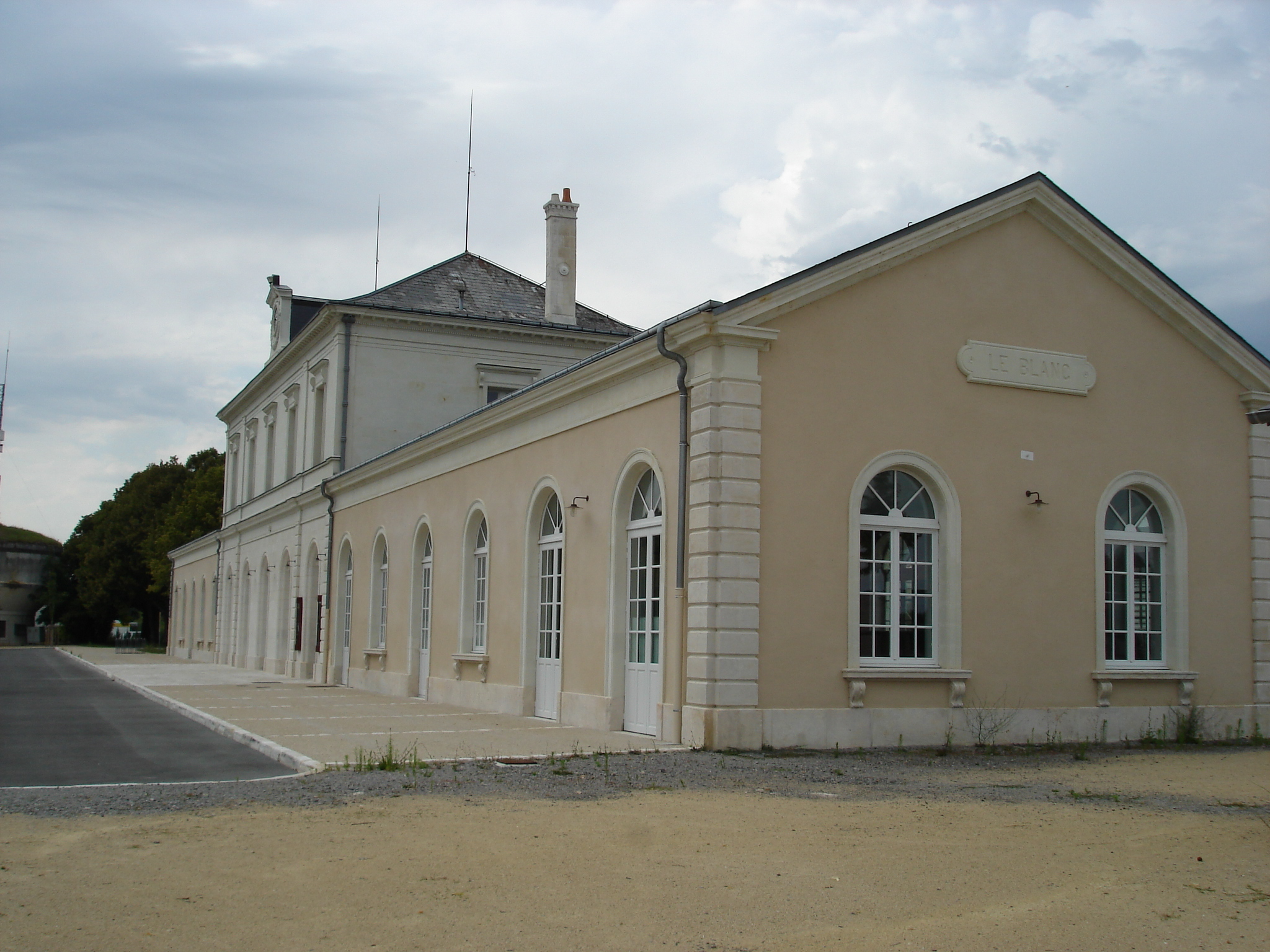
Le bâtiment voyageurs en 2011.
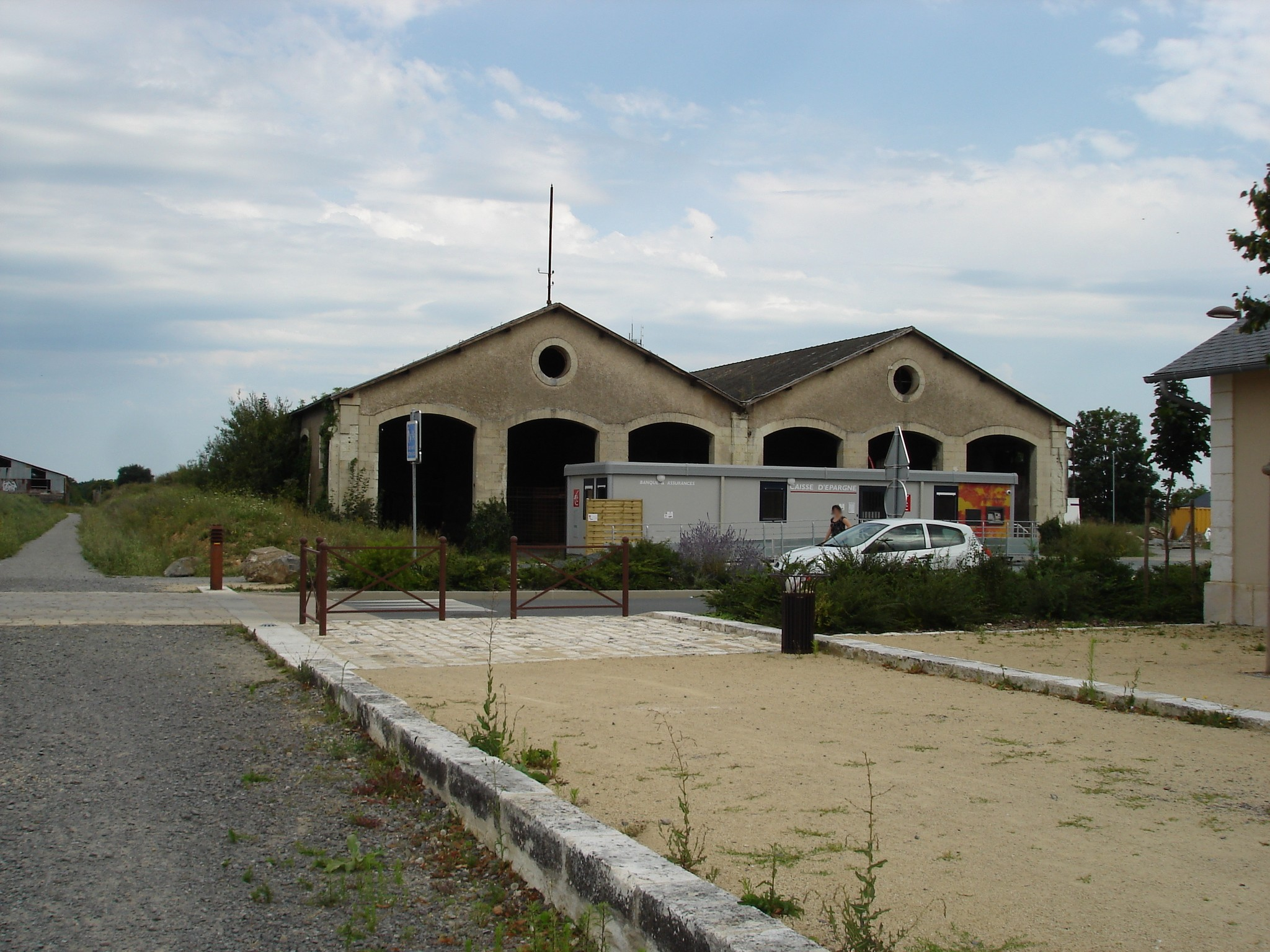
L'ancien dépôt des locomotives en 2011.
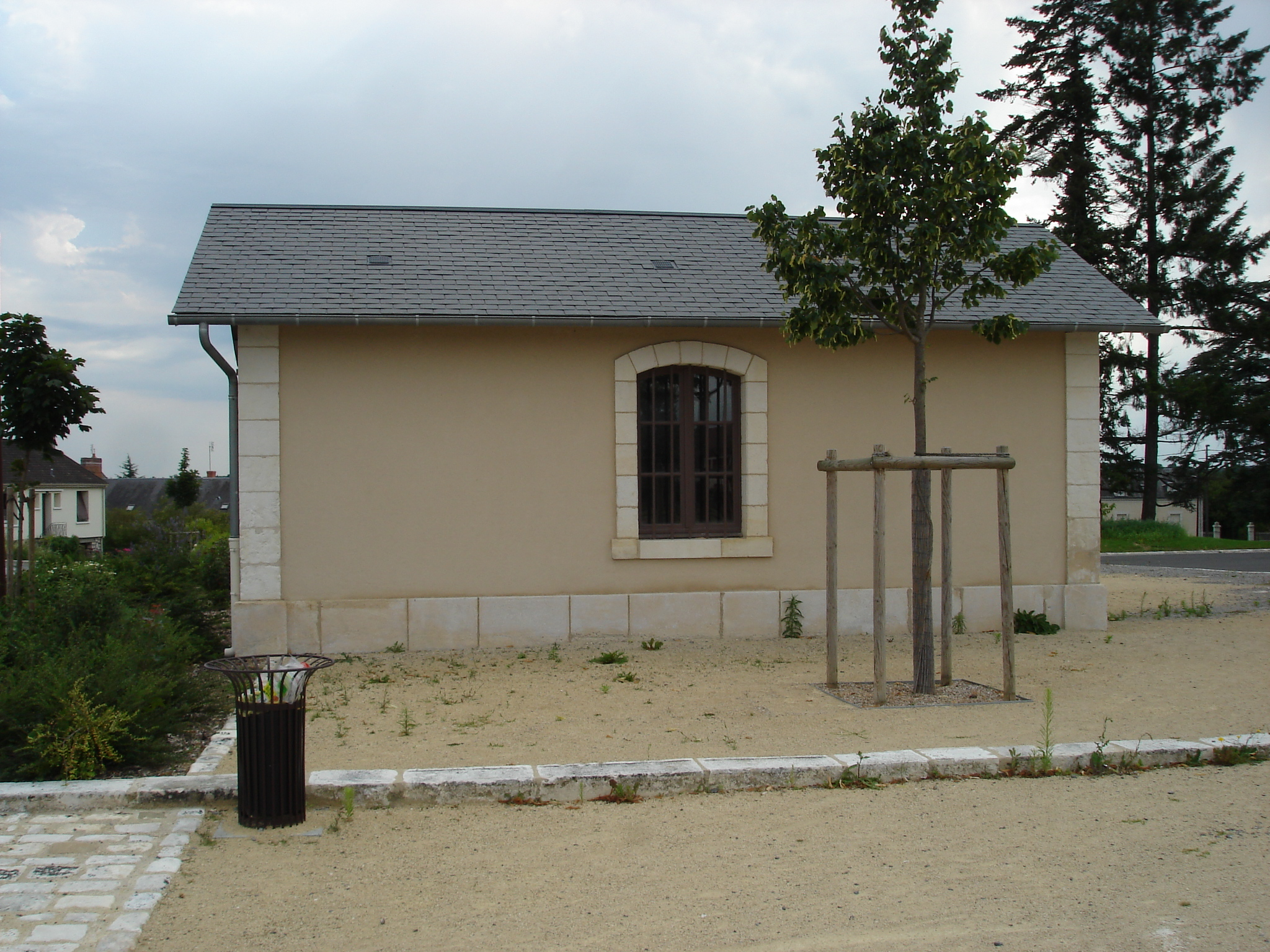
L'ancien bâtiment technique en 2011.

### Plateforme ferroviaire
Aujourd'hui, les trois quais centraux et le quai latéral ont été rénovés pour être intégré au paysage de la voie verte et les anciennes voies ont été déposées.
La voie jouxtant le quai latéral a été transformée en voie verte.

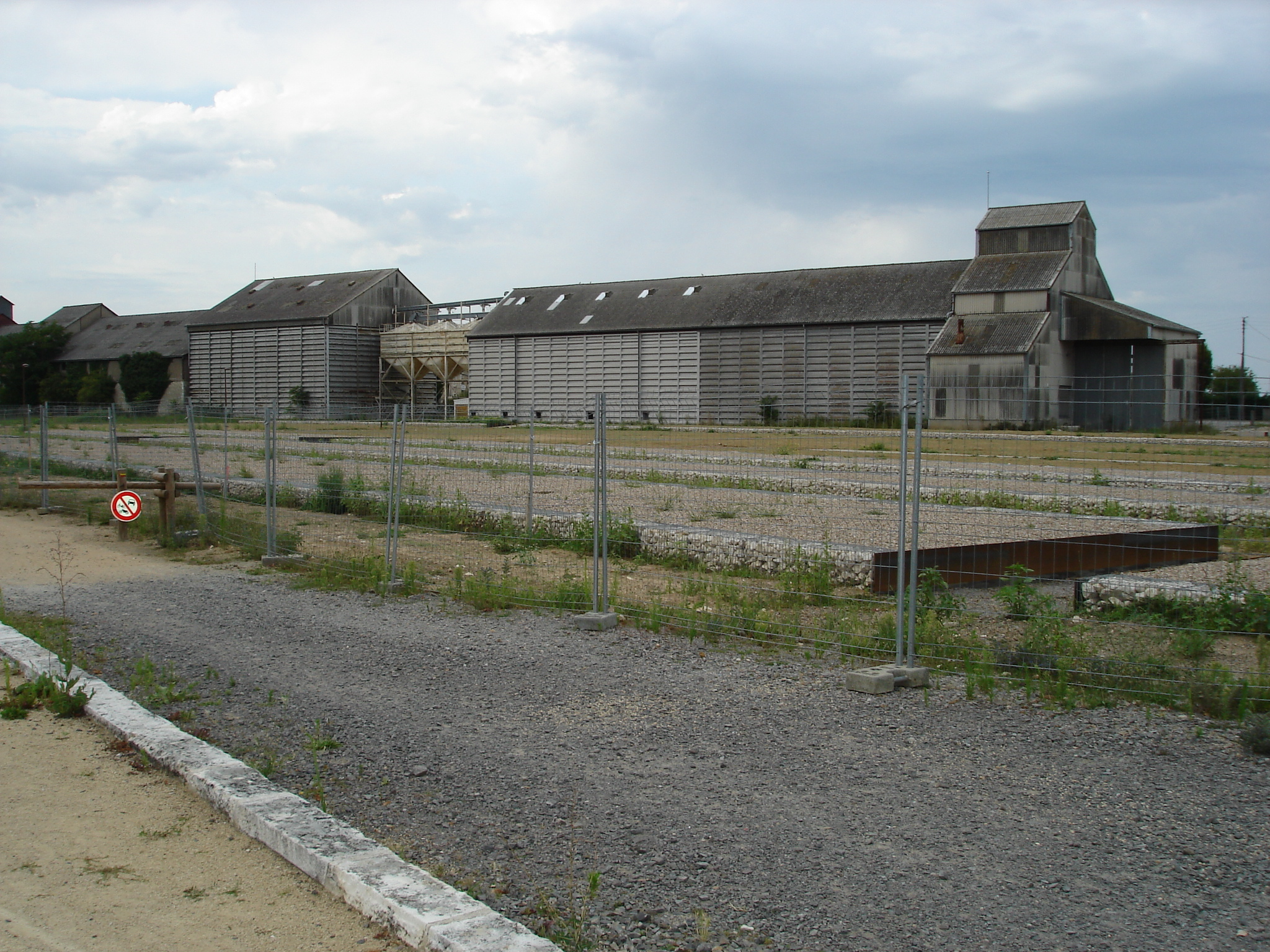
Les anciens quais en 2011.
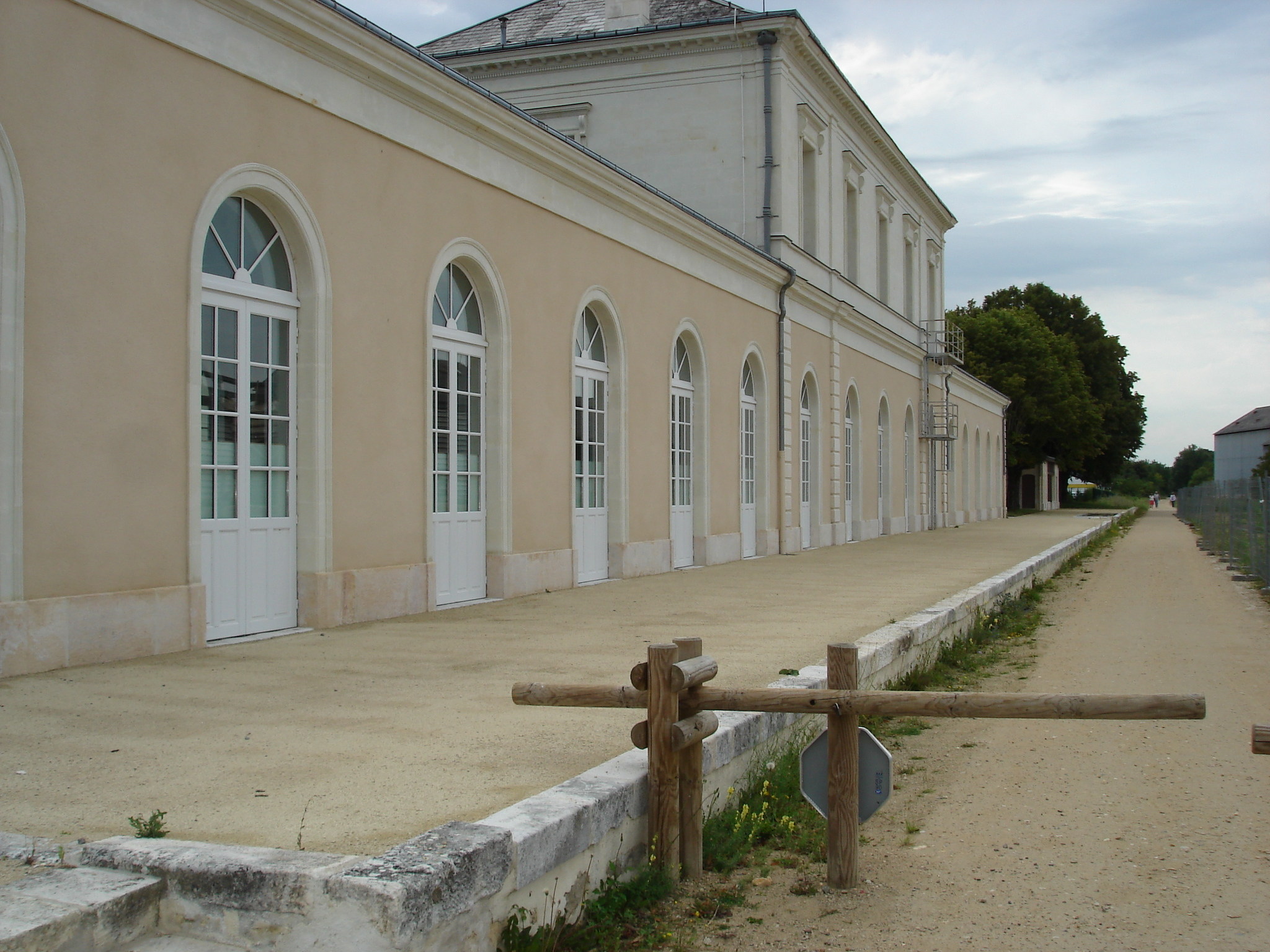
L'ancien quai latéral et la voie verte en 2011.
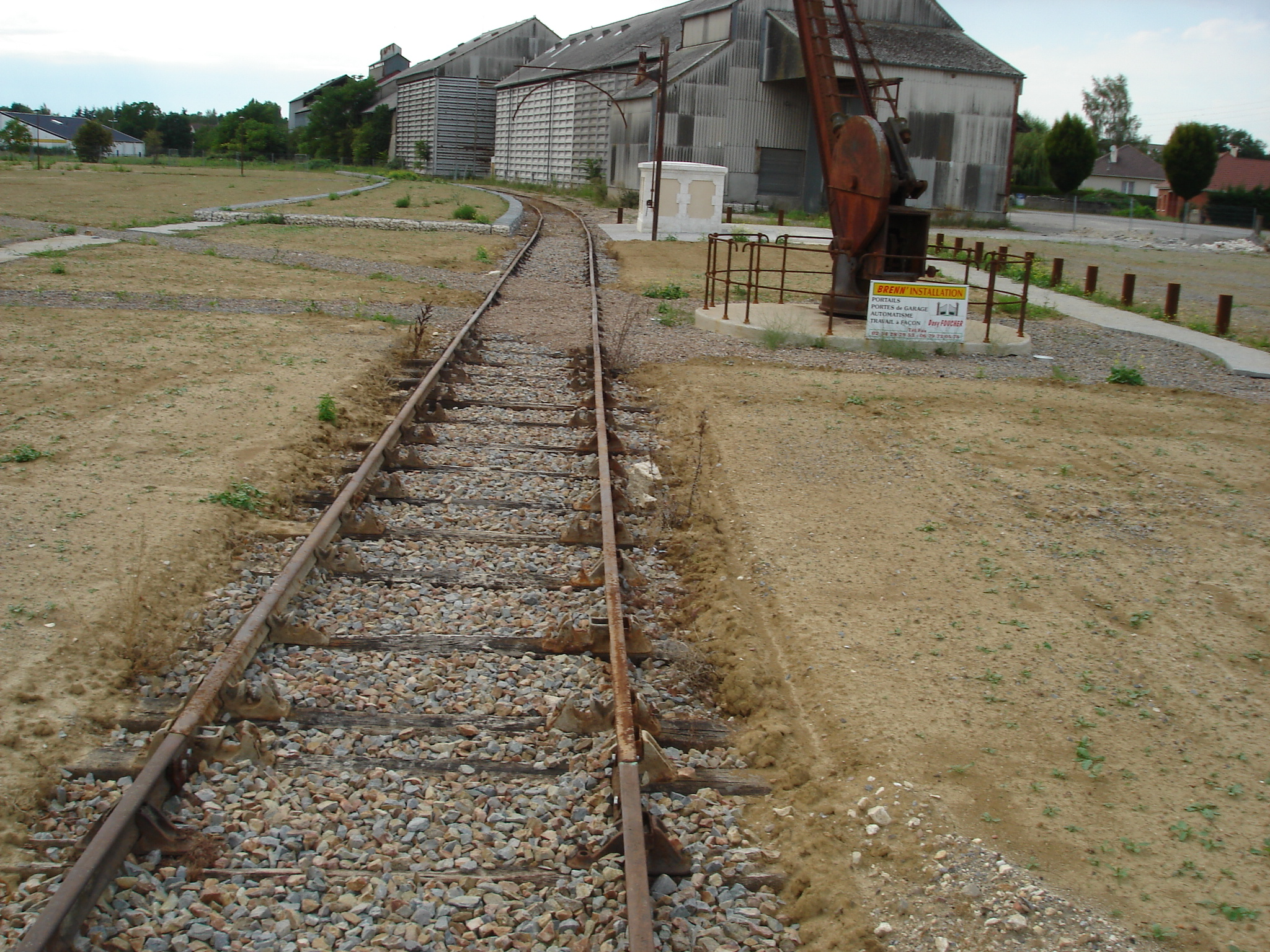
L'ancienne coopérative agricole en 2011.

### Voie verte
La communauté de communes Brenne - Val de Creuse a acheté la voie et a entrepris des travaux, destinés à transformer l'ancienne voie de chemin de fer en voie verte.
En 2008, la communauté de communes inaugure les 41 km entre Concremiers et Thenay.